# Choya (ort i Gambia)
Choya är en ort i Gambia. Den ligger i regionen Central River, i den centrala delen av landet, 140 km öster om huvudstaden Banjul. Antalet invånare var 187 vid folkräkningen 2013.